# Landesstraße 776
Die Landesstraße 776 (L 776) ist eine Landesstraße in Nordrhein-Westfalen. Sie verbindet die Regierungsbezirke Detmold und Arnsberg miteinander.

## Verlauf
Sie führt von der B 1 in der Nähe von Salzkotten bei Paderborn über Büren, Rüthen, Bestwig bis zur B 511 in Bad Fredeburg bei Schmallenberg über eine Gesamtlänge von etwa 71 km.
Bei Salzkotten verläuft die Landesstraße 776 nur wenige hundert Meter am Flughafen Paderborn/Lippstadt vorbei. Durch eine Anschlussstelle erreicht man den Flughafen direkt.

## Ausbauzustand
Auf einem etwa 12 km langen Abschnitt zwischen der B 1 und der A 44 ist die L 776 als Kraftfahrstraße dreistreifig im 2+1-System ausgebaut.
Auf allen anderen Abschnitten ist sie zweistreifig trassiert.
Die Ortsumgehung Bad Fredeburg wurde am 8. September 2023 für den Verkehr freigegeben.

## Sonstiges
Die L 776 bindet den Flughafen Paderborn/Lippstadt an das Fernstraßennetz an.